# 紐尼頓鎮足球會
紐尼頓鎮足球會（英語：Nuneaton Town Football Club）是位於英格蘭西米德蘭沃里克郡的納尼頓的足球俱乐部，現時在英格蘭足球聯賽系統第七級的英格蘭足球南部聯賽（超聯組中）參賽。球隊以自由徑球場（Liberty Way）作為主場，主場球衣為藍白直間。
1889年「紐尼頓聖尼古拉斯」（Nuneaton St. Nicholas）成為納尼頓首支主要的足球隊，五年後更名「紐尼頓鎮」（Nuneaton Town），直到1937年球隊解散，但兩天後「紐尼頓堡足球會」（Nuneaton Borough FC）正式成立。2008年球會被清盤，按足總的裁決，球會改組並再次以「紐尼頓鎮」（Nuneaton Town）的名義被罰降兩級重新參賽。新球隊仍被老球迷為「博罗」（The Boro）。
紐尼頓鎮的本地敵對球隊包括、利明顿（Leamington）、贝德沃斯联（Bedworth United）和高雲地利。

## 歷史

### 早年
1889年一班「紐尼頓聖尼古拉斯教区教堂」（Nuneaton St. Nicholas Parish Church）的青年組成一隊足球隊代表納尼頓，初時只參加友誼賽，其後參加「慈善盃」（Charity Cup）競賽。1894年「尼克斯」（Nicks）更名「紐尼頓鎮足球會」（Nuneaton Town Association F.C.）。
紐尼頓鎮現時的外號為「紐斯」（The Nuns）主要參加地區聯賽，包括和域郡初級聯賽（Warwickshire Junior League）、高雲地利和地區聯賽（Coventry & District League）、高雲地利和北和域郡聯賽（Coventry and North Warwickshire League）、萊斯特郡聯賽（Leicestershire League）、紐尼頓和地區聯賽（Nuneaton & District League）、特倫特谷聯賽（Trent Valley League）、伯明翰初級聯賽（Birmingham Junior League）及其後更名的伯明翰混合聯賽（Birmingham Combination），於一戰後，球隊主要參加伯明翰和地區聯賽（Birmingham & District League），期間有兩季參加南部聯賽東部分區。1937年5月13日舉行臨時股東大會後，雖然球會財政穩健，仍然決定將球會清盤。

### 紐尼頓堡
於紐尼頓鎮解散後僅兩天，一班本地青年才俊另起爐灶，成立「紐尼頓堡足球會」（Nuneaton Borough FC）。成立首季在中央業餘聯賽（Central Amateur League）渡過後，球隊於1938年從新加入伯明翰混合聯賽；而在二戰期間，「波魯」加入紐尼頓混合聯賽（Nuneaton Combination）；戰後重返伯明翰混合聯賽，1952年開始球隊參賽伯明翰和地區聯賽，於1958年紐尼頓堡參加南部聯賽，在各個組別打滾二十年後，於1979年成為新成立英格蘭足球議會聯賽的前身聯盟超級聯賽（Alliance Premier League）的創始成員，但僅兩季便降回南部聯賽。隨即贏得南部聯賽中部組冠軍，於附加賽對南部組冠軍石威德（Wealdstone），兩回合累計平手，於互射十二碼不敵失落總冠軍，但回升聯盟超級聯賽。於1983/84年和1984/85年連續兩季獲得亞軍，是球隊歷年在聯賽最高排名。1987年因財困被罰降班南部聯賽超聯組；季後再降一級到南部聯賽中部組。1992/93年球季贏得中部組冠軍重返超聯組；翌年以墊底成績再次降班。1996/97年球季「波魯」開始谷底回升，首先贏得中部組冠軍，再於1998/99年球季獲得超聯組錦標升班到足球議會聯賽。經歷三季中游的成績後，紐尼頓堡於2002/03年球季僅以1分之微不及，降班到南部聯賽超聯組。首季獲得第四位，翌季被編入新成立的足球議會北部聯賽。首個球季僅差3分排於之後獲得亞軍，南北附加賽半準決賽1-1賽和，互射十二碼2-4落敗出局。2005/06年球季「波魯」取得季軍及附加賽參賽席位，於準決賽0-1負於特罗斯登（Droylsden）再次提早出局。

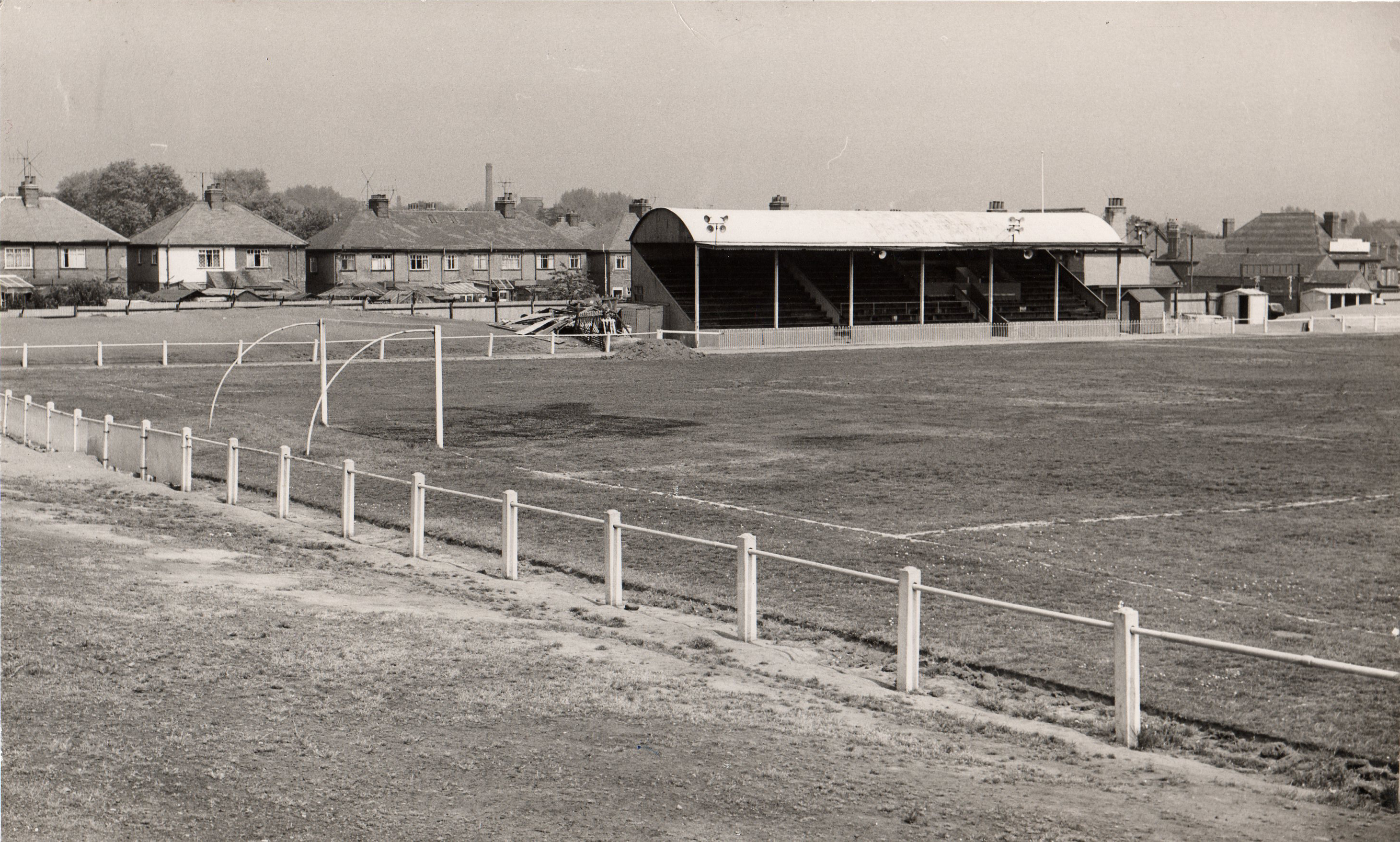
庄园公园主看台

2006/07年球季紐尼頓堡只取得第十位結束球季；2007年5月「波魯」告別自1919年開始使用的主場球場庄园公园（Manor Park）。於2007/08年球季，當時的東主特德·斯多克（Ted Stocker）以身體健康不佳而計畫將球會放盤出售。2008年4月當地商人伊恩·尼尔（Ian Neale）購入球會控制性股權而成為大股東。於交接後，新東主才發現球會的財政陷於困境。2008年6月2日球會董事會決定將紐尼頓堡清盤。
新接管紐尼頓堡的董事會成功向英格蘭足球總會申請保留會籍，但因清盤而被罰降兩級到南部聯賽中部組，為避免再被扣減10分，新組成的球會的名字不可以保留「布洛治」（自治市），經球會主席伊恩·尼尔、董事伊恩·布朗（Ian Brown）、球迷代表安迪·布里格斯（Andy Briggs）和球迷督導委員會（Supporters Steering Committee）在「紐尼頓鎮足球會」和「紐尼頓足球會」中投票選用前者，球會當初參加正式比賽時採用的名字，亦探用紐尼頓堡沿用的會徽，只更改下方絲帶上的名字。雖然紐尼頓鎮名義上是一間新球會，但董事會表明延續「波魯」的歷史，保留球員的出場及入球紀錄等，而己簽合約的球員在新球季為新球會繼續參賽。

### 紐尼頓鎮
2008/09年球季從南部聯賽中部組重新上路，紐尼頓鎮取得亞軍和附加賽參賽資格，準決賽以2-1淘汰切斯汉姆联（Chesham United），決賽於主場自由徑球場1-0擊敗查斯城（Chasetown）升班到超聯組。翌季在超聯組中多支花費巨大的球隊對升班虎視眈眈，「波魯」季初慢熱，其後發力追趕，在主場只曾一敗，更造出一段14連勝的紀錄，於球季結束時收窄原本與領頭羊法保魯治（Farnborough）的24分距離至5分。當季紐尼頓鎮在盃賽有亮麗的表現，導致三月份的第二週比榜首六隊的其他對手少賽多達8場，於季末經歷魔鬼賽程，24天內進行10場比賽，包括有兩場在24小時內舉行，因此未能趕上法保魯治。於獲得亞軍後再次需要參加附加賽，準決賽以6-0大勝布莱克利城（Brackley Town），獲得主場之利的紐尼頓鎮與切柏咸（Chippenham Town）在決賽法定時間各一平手，於加時由土生土長的艾迪·尼舒域（Eddie Nisevic）射入奠勝球，升班重返足球議會北部聯賽。三天後「波魯」在另一場決賽以2-1擊敗艾华乔奇（Alvechurch）第九次贏得伯明翰高級盃，只有在英超的（19次）和英冠的伯明翰城（12次）取得更多的冠軍數目，但紐尼頓在二戰後每十年均獲得一次錦標。
紐尼頓鎮於北部聯的首個球季，只能取得第六位，幸好排於第四位的伊斯特伍德（Eastwood Town）因球場的設施未達升班標準而不獲准參加附加賽，「波魯」受惠而取得附加賽最後一張入場劵；半準決賽碰上泰福特，首回合主場於完場前被客軍扳平1-1；次回合主隊上半場領先兩球，紐尼頓鎮下半場只能追回一球，兩回合累計2-3飲恨出局，而泰福特隨後亦在決賽勝出而取得升班資格。
2011/12年球季是紐尼頓鎮多事之秋，連串事件包括球迷騷亂、球員種族主義指控及球會秘書伊恩·布朗（Ian Brown）因健康理由而請辭；「波魯」更因在二月在兩場賽事派遣未註冊球員上陣而被扣6分及罰款500英鎊，幸而煞科日以3-2擊敗布莱斯斯巴坦斯（Blyth Spartans）力保最後一個附加賽席位。準決賽首回合主場於完場補時被古斯利（Guiseley）追平1-1，次回合激戰90分鐘仍然兩無記錄，直到加時完場前安迪·布朗（Andy Brown）的入球絕殺對手晉級決賽；作客根斯堡（Gainsborough Trinity）的決賽再次由安迪·布朗一箭定江山，四年來第三次升班，重返非聯賽的精英級別。
在全國聯的首個球季紐尼頓鎮大部分時間徘徊降班區域，但在季末一輪急攻才以15位的成績結束球季。2013/14年球季「波魯」出乎意料之外曾一度領導群雄，大部分時間位處附加賽區域內，但當自2006年開始任教的領隊凯文·威尔金（Kevin Wilkin）於2014年3月離隊轉投後，球隊的成績江河日下，僅以第13位完成球季。布莱恩·里德（Brian Reid）於季末尚餘三仗上任新領隊。
2014/15年球季開季成績差劣，首5戰未進一球造出一和四負，雖然其後以2-1擊敗打開勝利之門，但2014年9月6日以0-4負於後，布莱恩·里德終被辭退，上任5個月僅執教10場。

## 主場球場

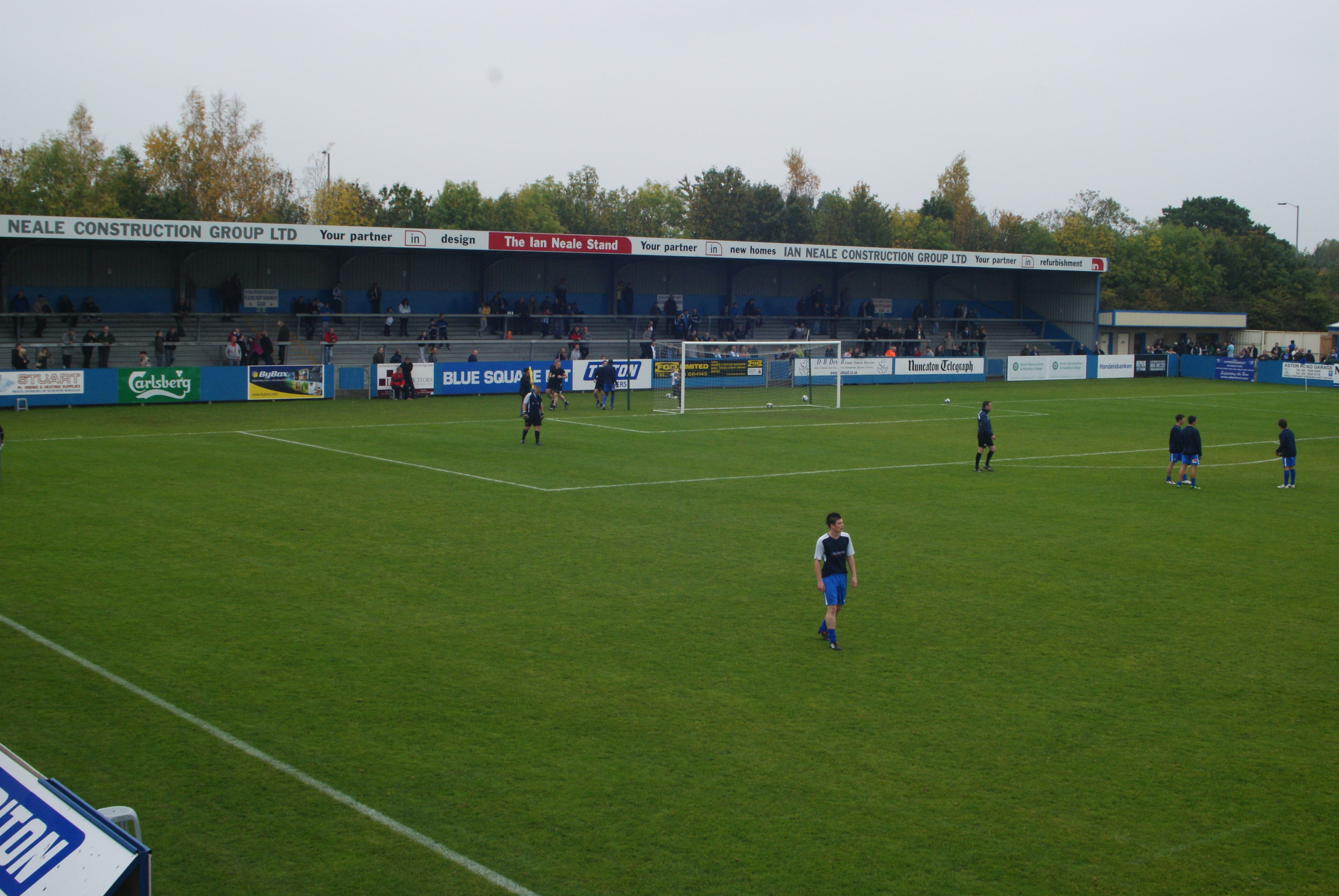
自由徑球場

紐尼頓成立初期在不同的場地進行比賽，其後進駐庄园公园（Manor Park），直到2007年夏季才遷進專門建造的自由徑球場（Liberty Way），球場分三期由本地建築商「伊恩·尼尔建设」（Ian Neale Construction）承造，於2007年完工，剛好趕及2007/08年的球季。球場與當地的紐尼頓欖球會（Nuneaton R.F.C.）共同使用。
球場的三面由階梯看台組成，剩下的一面設有一座細小的「英國直銷地板主看台」（UK Flooring Direct Main Stand），主看台於2010/11年球季啟用，為有蓋全坐席可容514名觀眾。看台只約佔球場草坪長度的四份一，兩側各置有一支照明燈柱，但看台並不是在草坪中線的位置，而是靠近「Loans 2 Go 看台」（Loans 2 Go Stand），而在主看台與「不列顛尼亞輪胎看台」（Britannia Tyres Stand）之間有數個細小建築物設置有董事/公司接待區域。對面一方是露天的南階梯看台，分成數段，前面有4支照明燈柱，其後方是欖球會的會所。主球球迷佔據有蓋金屬結構的「不列顛尼亞輪胎看台」，最多可以容納1,800名球迷。對面是外型相似但較小的「Loans 2 Go 看台」，同樣有蓋可以容納約1,000名作客球迷，它與南階梯看台之間的角落設有保安室，其上置有一個時鐘。
自由徑球場的命名權透過銷售金票抽獎（Golden Ticket draw）每年更換；2013/14年球季的得獎者是當地啤酒商「斯珀林啤酒厂」（Sperrin Brewery）；而2014/15年球季則以患上1型糖尿病的12歲小朋友詹姆斯·帕内尔（James Parnell）的名字命名。

## 榮譽
- 聯盟超級聯賽
  - 亞軍：1983/84年、1984/85年；
- 英格蘭足球議會北部聯賽
  - 亞軍：2004/05年；
  - 附加賽冠軍：2011/12年；
- 英格蘭足球南部聯賽超聯組
  - 冠軍：1998/99年；
  - 亞軍：1966/67年、1974/75年；
  - 亞軍兼附加賽冠軍：2009/10年；
- 英格蘭足球南部聯賽中部組（Southern League Midland Division）
  - 冠軍：1981/82年、1992/93年、1995/96年；
  - 亞軍兼附加賽冠軍：2008/09年；
- 南部聯賽盃（Southern League Cup）
  - 冠軍：1995/96年；
  - 亞軍：1962/63年；
- 伯明翰高級盃（Birmingham Senior Cup）
  - 冠軍：1931年、1949年、1956年、1960年、1978年、1980年、1993年、2002年、2010年；

## 外部連結
维基共享资源上的相關多媒體資源：紐尼頓鎮足球會
- 官方网站